# Coût du transport
Le coût de transport ou coût du transport représente la dépense nécessaire pour acheminer un bien de son lieu de production (usine, plateforme pétrolière, etc.) à son lieu de consommation.
Ce coût comprend l'amortissement des coûts de construction des infrastructures, les coûts humains et matériels liés à l'acheminement (conducteur, essence des camions, etc.) et les coûts de gestion. Le coût total est parfois mesuré en pourcentage du prix de vente final (par exemple, un coût de transport de 10 % du prix de vente).

## Diminutions des coûts de transport
Depuis toujours, le coût du transport dépend de la distance à parcourir et de la manière dont les matériaux sont acheminés. Malgré cela, depuis cinquante ans, ce coût du transport n'a cessé de diminuer dans le temps, par exemple le prix de transport du pétrole maintenant amené par pipelines au diamètre et débits jamais atteints auparavant, ou par tankers ayant des capacités de chargement de plus en plus grandes ; de plus, l'exigence de sécurité dans le transport maritime n'a qu'un impact très faible sur le coût du transport.
L'évolution du coût du transport passe aussi par une réduction des coûts de maintenance et par une meilleure gestion des facteurs qui provoquent des frais supplémentaires (gestion administrative, gestion interne, etc.). À long terme, les facilitations que nous apportent le multimédia et la technologie créent une baisse des coûts mais au profit du facteur humain qui, lui aussi, engendre des frais supplémentaires.
Par ailleurs, l'abandon progressif des pétroliers à simple coque au profit de pétroliers à double coque aura un impact sur les prix. Mais l'impact de cette mesure est estimé à environ 0,10 dollar par baril, soit un dixième du coût du transport (qui lui-même ne représente que 5 à 10 % du coût total du produit).
Le transport du gaz nécessite des investissements très lourds mais, en ce qui concerne le coût d'importation par unité d'énergie, le gaz est moins cher que le pétrole.